# Liang Shaoji
Liang Shaoji (Shanghai, 1945) is een Chinees conceptueel kunstenaar.

## Achtergrond
Liang komt van origine uit Zhongshan en werd geboren in Shanghai.
Hij studeerde aan de school voor schone kunsten in Zhejiang, waar hij in 1965 slaagde. Later volgde hij studie aan het Varbanov Instituut van Textiele Kunst, dat deel uitmaakt van de kunstacademie van Zhejiang. Deze studie rondde hij af in 1986. Hij begon in 1988 zelf zijderupsen te kweken omdat hij zich voelde aangetrokken tot ruwe zijde. Deze zijde verwerkte hij dan vervolgens in ruime mate in zijn kunstwerken.
Hij exposeerde internationaal, waaronder tijdens biënnales en triënnales in Venetië (1999), Istanboel (1999), Lyon (2000) en Shanghai (2000 en 2006). Van 2009 tot 2010 werd zijn werk tentoongesteld in de Prins Claus Fonds Galerie in Amsterdam.

## Werk
Liang is bekend geworden vanwege zijn creatie van een groot aantal Natural Series. Zijn creaties worden ook wel "unieke meditaties over de natuur en het menselijk bestaan" genoemd.
Een van deze creaties is een video-opname (nr. 25). Hierin bezeert hij zijn voeten tot bloedens toe, om de pijn uit te drukken van zijderupsen tijdens het weven van hun web op metaalschaafsel. De filosofie achter dit werk ligt in de eeuwenoude Chinese filosofie dat mens en dier gelijkwaardig en in harmonie met elkaar dienen te leven. Hij gaf later toe dat de vervaardiging van de betreffende video in werkelijkheid pijnvoller was dan hij zich tevoren had gerealiseerd.
Candles (nr. 87) is eveneens een werk uit zijn Natural Series. In dit werk plaatste hij stukken bamboe in een rij, vulde ze met was en omweefde ze met zijden draden. Dit werk is een weergave van begrafenissen en boeddhistische rituelen en gaat terug op een oud Chinees gedicht uit de 9e eeuw, waarin een vergelijking wordt gemaakt tussen de laatste druppel was van een kaars en het laatste eind van een draad van een zijderups.
Zijn werk Cloud (nr. 101) vertoont een grote vierkante spiegel op een berg die bestaat uit een aantal kleinere vierkante spiegels. In de spiegels lijken wolken te worden gereflecteerd met op de achtergrond een blauwe hemellucht. In de werkelijkheid betreft het echter een smal stuk spiegelglas waar hij enkele zijderupsen op had gezet. Het werk drukt een mijmering uit van het concept tijd.
Helmets (nr. 102) is een werk ter nagedachtenis aan slachtoffers onder mijnwerkers. In het werk bedekte hij mijnwerkershelmen met een web fijne zijde en als uitdrukking van het angstgevoel van de pijn en angst die in de helmen zijn onderdrukt.

## Onderscheidingen
In 2002 werd Liang onderscheiden met een Chinese Contemporary Art Award
Liang werd in 2009 onderscheiden met een Prins Claus Prijs. Hij ontving de prijs "voor zijn evocatieve kunstwerken waarin door zijn meditatieve benadering kunst natuur en natuur kunst wordt, voor zijn artistieke integriteit in het werken buiten de gangbare orde en voor zijn inzichtelijke verkenning van de menselijke gesteldheid en relatie met de natuur."